# Pere Monistrol i Masafret
Pere Monistrol i Masafret (Sabadell, 16 d'agost de 1894 - 2 de maig de 1972) fou un fotògraf i futbolista català dels anys 1910.

## Trajectòria
Pere Monistrol va ser un fotògraf professional de gran prestigi a Sabadell, que el 1948 assolí un èxit notable a la International Exhibition of Pictorial Photography, de Dublin. A més, va ser un dels primers grans jugadors del CE Sabadell, on jugà entre 1909 i 1919. Fou membre de l'equip que es proclamà campió d'Espanya de segona categoria l'any 1913 i subcampió de Catalunya la temporada 1919-20. També jugà amb la selecció catalana de futbol entre 1915 i 1919.
Segons explicava la revista FOOT-BALL de l'època, en una publicació del dia 24 de juny de 1915:
"Si en Monistrol jugava, el camp estava ple a vessar, si en Monistrol no jugava, estava buit. Ho era tot pel Sabadell, un jugador que podia jugar en la posició que fes falta, tant en el Centre d'Esports Sabadell, com en la selecció Catalana. Es pot dir que en Pere Monistrol i el Centre d'Esports eren una mateixa cosa." El que anys després fou company seu i més tard jugador del RCD Espanyol Joan Tena va dir d'ell: "Monistrol era tan gran dins del terreny de joc que en el seu cos reunia l'essència futbolística dels Kubala i Di Stéfano de molts anys després".
Monistrol compartí equip amb un altre il·lustre arlequinat, el mític porter Antoni Estruch. Un cop retirat, romangué lligat al club i va ser durant més de 15 anys directiu de l'entitat.
El 30 d'octubre de 1985 Sabadell li dedicà un carrer proper a la Nova Creu Alta.
El Museu d'Art de Sabadell conserva obra d'aquest fotògraf.

## Història (fotografia)

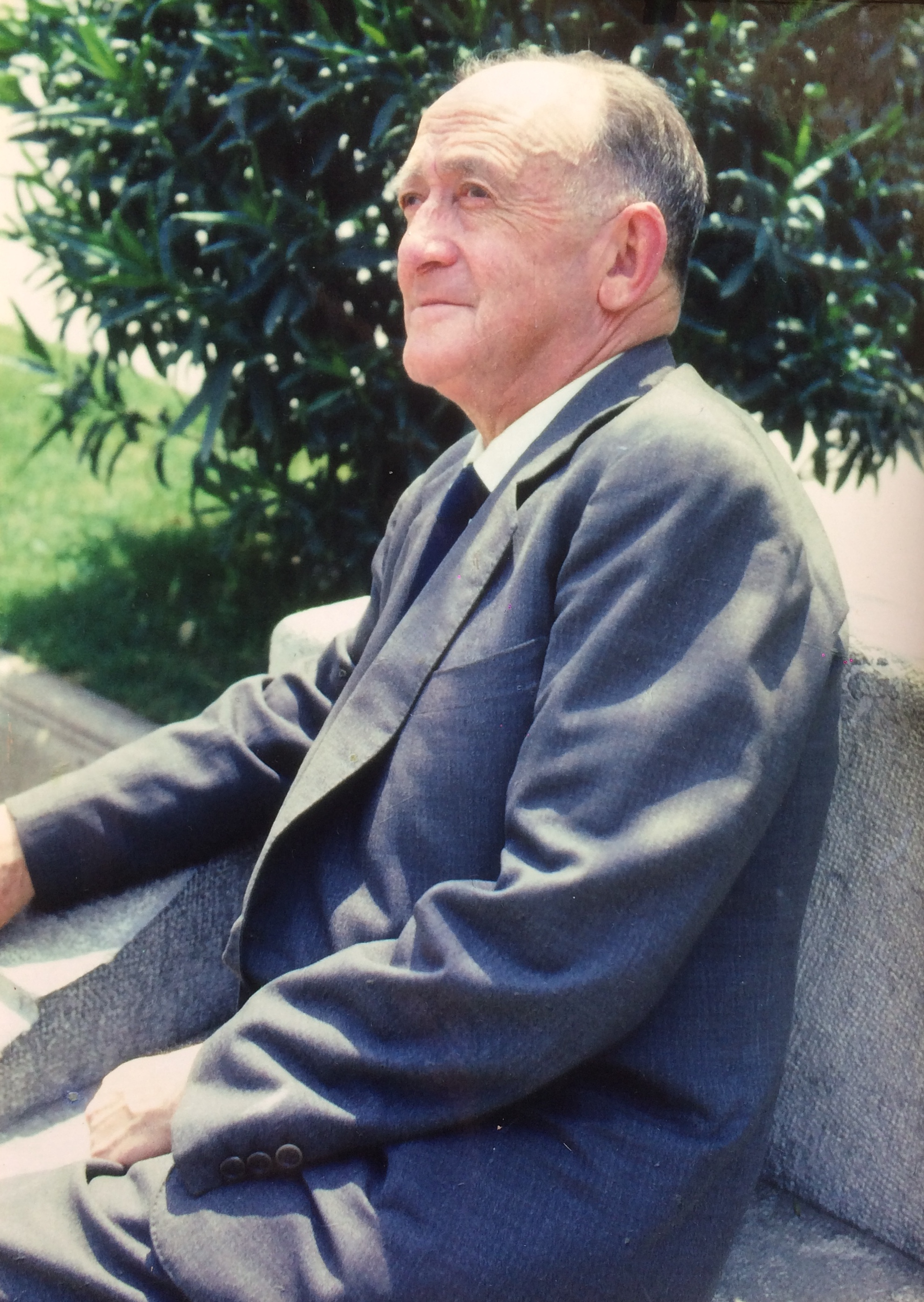

La nissaga de fotògrafs Monistrol comença amb la figura de Pere Monistrol Masafert. Era el quart fill del segon matrimoni entre Joan Monistrol Massagué (Castellar del Vallès, 1850) i Teresa Masafret Artigas (Tagamanent, 1857). El seu pare era un teixidor de Castellar del Vallès que probablement treballava a la fàbrica Tolrà. Per la seva activitat sindicalista el van condemnar a l'exili a una distància mínima de 5 kilòmetres del poble, motiu pel qual el 1875 es va traslladar a viure a Sabadell.

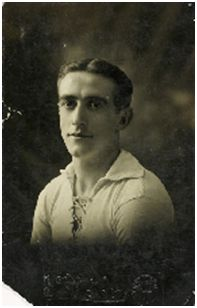

L'any 1894 Joan Monistrol Massagué va obrir una “abacería” o botiga de queviures al carrer de l'Alt Pedregar número 13 on venia vianda cuita i aviram. A la casa del costat tenia com a veí l'il·lustre guitarrista Fernando Gausente. A base de treball i esforç, l'any 1905, la família Monistrol va aconseguir comprar la casa del carrer de l'Alt Pedregar número 19 on van traslladar la vivenda i el negoci familiar.
Si per alguna cosa són coneguts la família Monistrol a Sabadell, a part de la fotografia, és pel futbol. A finals de 1908, Pere Monistrol Masafret ingressava a les categories inferiors del Centre d'Esports Sabadell. Un fet de transcendental rellevància a la seva vida, ja que l'habilitat amb la pilota el va convertir en un ídol local amb una carrera esportiva meteòrica. En poc temps, el Centre d'Esports Sabadell el va ascendir al primer equip de futbol i des de 1912 ja n'era el capità.
La Revista de Sabadell afirmava que “Monistrol pertenece a una hornada única. (...) Preguntad por Sabadell ¿Que es el foot-ball? Y contestarán indefectiblemente: Monistrol. (...) Monistrol lo es todo. Monistrol lo llena todo. ¿No juega Monistrol? Pues el camp está casi vacio”i. Fins i tot sembla que el Futbol Club Barcelona va sondejar la possibilitat de poder fitxar l'hàbil jugador però Teresa Masafret, la mare, s'hi va oposar amb fermesa al considerar que el seu fill s'havia de dedicar al negoci familiar i que el futbol era un ofici poc seriós.
Els seus anys més actius coincideixen amb la Primera Guerra Mundial, moment en el qual no hi havia partits internacionals, però sempre va formar part de la selecció catalana. Els inicis de Pere Monistrol en el camp de la fotografia estan vinculats amb l'excursionisme i el Centre Excursionista del Vallès. Fundat el 1908, el dia de la seva presentació aquesta nova entitat ja comptava amb la presència de reconeguts fotògrafs locals com Joan Vilatobà o Albert Rifà i un any més tard, el febrer de 1909, constituïa la secció de fotografia amb una junta formada per Manel Molins Margenat, Alfons Altayó Ubach i Josep Buxeda Clarà.
Un jove Pere Monistrol anava combinant la feina a la botiga de queviures amb el futbol i les excursions del cap de setmana. Persona competent en totes les disciplines, el 1911 va rebre una menció honorífica, per la seva fotografia batejada amb el lema “Lux”, en el concurs organitzat per la secció fotogràfica del Centre Excursionista de Catalunya. Mentre festejava amb Rosa Pons Solà, el 1913, va reformar el negoci familiar transformant la meitat de la botiga de queviures i aviram, que continuava regentant la seva mare, en una botiga d'objectes d'escriptori. Aquest nou ofici estava més acord amb el seu futur estat civil i la fama que havia assolit com a esportista. A l'aparador de la botiga s'exhibiran copes esportives però també col·leccions de postals fetes per un jove Francesc Casañas Rieraiii que anys més tard es convertiria en un referent del fotoperiodisme local. Va ser aleshores quan, durant unes vacances d'estiu a Sentmenat, el seu cunyat Jaume Millan Sental el va posar en contacte amb el representant de la casa Kodak a Espanya. L'abril de 1916, aprofitant l'admiració que despertava Pere Monistrol entre els sabadellencs, la botiga d'objectes d'escriptori va ampliar el negoci amb la venda de la càmera Kodak Autogràfica.
Era un moment dolç en la vida professional de Pere Monistrol. El 28 de maig d'aquell mateix any, rebia un càlid homenatge en forma de sopar al cafè Euterpe organitzat pel Centre d'Esports Sabadell amb l'assistència de 120 comensals. Casualment, o no, el reporter que va cobrir l'acte gràficament va ser Francesc Casañas Riera.
Tot i que la venda de càmeres i material fotogràfic era un complement econòmic, els Monistrol va fer una important inversió en publicitat per donar a conèixer la nova línia de productes. Durant la Festa Major de Sabadell de 1916 anunciava la venda “d'aparells Kodak a terminis” i l'estiu de l'any següent publicitava en el Diari de Sabadell que “las instantáneas Kodak son fuente inagotable de alegría” o “su mejor compañero este verano será un Kodak”, amb preus que anaven des de les 48 pessetes d'una càmera autogràfica de 4x 6,5 cm a les 210 pessetes d'una Kodak autogràfica 8x14 cm i obturador automàtic.

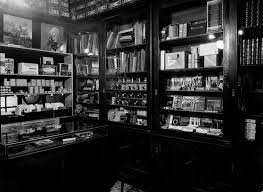

Paral·lelament, la botiga Monistrol facilitava permisos per visitar els jardins del castell de Can Feu a aquells aficionats que volguessin anar a fer-hi fotografies i organitzava conferències pràctiques de fotografia a l'hotel Espanya a càrrec de tècnics de la casa Kodak. Per aquest motiu, el Diari de Sabadell tenia clar que “des que la casa Monistrol obtingué la marca Kodak anà creixent l'afició i avui, sense exageració, podem afirmar que Sabadell és una de les poblacions on proporcionalment els amateurs són en nombre més crescut.
El juliol de 1917, la botiga Monistrol sobresortia més enllà de l'àmbit local quan va exposar al seu aparador les fotografies fetes amb una càmera Kodak i premiades en del “Concurs nacional de fotografia” organitzat pel Centre de Dependents del Comerç i de la Indústria durant la Festa Major de Terrassa. Aquest concurs va comptar amb la presència d'un prestigiós jurat format per Josep Baltà de Cela, Rafael Areñas, Joan Ruscà i Francesc Pi de la Serra. Un altre pas endavant dins del negoci es va produir quan uns anglesos van entrar a la botiga demanant revelar i fer còpies d'un rodet. Pere Monistrol no els entenia i per no discutir més els agafà els negatius. Després de tota una nit fent proves recorda que “va fer malbé dos cents papers per a fer 8 fotografies”. Des d'aleshores la botiga Monistrol venia material fotogràfic però també feia revelats i ampliacionsvi .
Quan arribava el cap de setmana, concretament diumenge al matí, era el moment del lleure per Pere Monistrol. Amb els amics del Centre Excursionista del Vallès, recorria tots els racons de la comarca càmera en mà. A la tarda, es tancava al laboratori revelant les fotografies que havia fet per així poder-les ensenyar a les amistats l'endemà mateix, cosa que li aportava encara més reconeixement social. La bella factura d'alguna d'aquelles instantànies va ser premiada amb un accèssit l'any 1924 en “l'Exposició - concurs de paisatges nevats de Can Feu” organitzada per la Secció d'Art i Arqueologia de l'Acadèmia Catòlica de Sabadell.
La vida de Pere Monistrol es succeïa vertiginosament, el juliol de 1918 es va casar amb Rosa Pons Solà. Un mes més tard reformava i ampliava la botiga d'objectes d'escriptori i, finalment, el 15 de setembre de 1918, posava fi a la seva carrera esportiva com a jugador amb partit homenatge contra el Futbol Club Barcelona i un palmarès envejable.
La seva trajectòria va continuar lligada al Centre d'Esports Sabadell on durant un curt període va exercir d'entrenador, amb la condició de que jugués algun partit si era necessari, i diferents càrrecs a la junta directiva.
En el camp de la fotografia, el major reconeixement a la seva obra li va arribar després de la Guerra Civil. L'any 1947 la Secció Artística del Cercle Sabadellès inaugurava una exposició amb fotografies de Pere Monistrol, Antoni Serra, Narcís Sardà, entre d'altres autors locals.
Però el seu èxit més gran va ser l'adquisició de dues fotografies per la “International Exhibition of Pictorial Photography”, una exposició de fotografia pictorialista organitzada per la Societat Fotogràfica d'Irlanda a Dublín. En aquest certamen, que no tenia caràcter de concurs i, per tant, no es repartien premis, van concórrer 367 fotògrafs de 37 països diferents amb 1370 composicions. De les 213 fotografies admeses només 8 es van publicar en el catàleg. Espanya va ser l'únic país que es va veure honrat amb la publicació de dues imatges: Un retrat del mestre José Ortiz Echagüe titulat “Lino de duelo” i un paisatge de Pere Monistrol titulat “Albers”.
Considerat pels seus contemporanis com un pioner de la fotografia moderna a Sabadell, durant els anys següents va acumular una bona col·lecció de premis en concursos de fotografia. També una exposició antològica de la seva obra a l'Acadèmia de Belles Arts (1969).
L'exposició de l'Acadèmia de Belles Arts, titulada “Diez años de fotografia: Exposición del fotógrafo Pedro Monistrol”, va ser un reconeixement final a la seva trajectòria que va reunir 60 obres realitzades entre 1926 i 1936. Aquestes fotografies van ser donades per la família, el juny de 1980, al llavors recent inaugurat Museu d'Art de Sabadell constituint un dels primers ingressos fotogràfics. Després d'una llarga trajectòria professional, Pere Monistrol Masafret va morir a Sabadell el 2 de maig de 1972. El seu enterrament va ser una massiva mostra de dol ciutadà per un dels “ídols del futbol local” i “acreditat industrial de l'art fotogràfic”.
Autor: David González Ruiz.
Secció d'Imatge i So de l'Arxiu Històric de Sabadell.

## Palmarès
Fotografia
- Premi d'honor en el concurs regional de Granollers (1954)
- Primer premi del II Saló Social de Fotografia Artística del Cercle Sabadellès (1959)

Futbol
- Campionat d'Espanya de Segona Categoria: 1913